# Crimson Editor
Crimson Editor – darmowy edytor tekstu, edytor programistyczny i edytor HTML dla systemu Windows. Wiele funkcji oraz sam interfejs programu jest podobny do stosowanego w programie EditPlus.

## Funkcje
- integracja z powłoką systemu Windowsa
- interfejs oparty na zakładkach
- podświetlanie składni
- wielokrotne cofnij/powtórz
- tryb edytowania kolumnami
- parowanie nawiasów
- autowcięcia
- sprawdzanie pisowni
- bezpośrednie edytowanie plików otwartych przez protokół FTP
- integracja z kompilatorami
- Unikod
- obsługa różnych kodowań znaku końca linii
- wbudowany kalkulator, umożliwiający obliczenie prostych wyrażeń (takich jak w standardowej bibliotece ANSI C)
- funkcje daty

Dodatkowo Crimson Editor obsługuje makra, takie jak można znaleźć w programach takich jak Microsoft Office.
W kwietniu 2006 zostało postawione pytanie, czy będzie tworzona nowa wersja programu po tym, jak ostatnią wypuszczoną była ta z września 2004 roku. Kilka prób skontaktowania się z autorem zakończyły się fiaskiem. W celu stłumienia debaty na forum, „Pete Spicer” zasugerował stworzenie programu bazującego na Crimson Editor, ale z tak przepisanym kodem źródłowym, by można było go wypuścić na licencji otwartego oprogramowania GPL pod nazwą Emerald Editor.

## Historia wersji
- Wersja 2.21 (12 lipca 1999) – poprawione kilka usterek oraz dodanie kilku opcji
- Wersja 2.30 (5 sierpnia 1999) – poprawiony interfejs
- Wersja 3.00 (20 kwietnia 2001) – znaczące uaktualnienie, wszystkie podprogramy zostały sprawdzone i poprawione
- Wersja 3.02 (26 kwietnia 2001) – poprawione kilka usterek
- Wersja 3.10 (7 maja 2001) – dodanie brakujących funkcji
- Wersja 3.20 (25 czerwca 2001) – wiele małych zmian
- Wersja 3.21 (26 czerwca 2001) – nowo powstała łata
- Wersja 3.25 (30 sierpnia 2001) – naprawiona usterka oraz małe zmiany
- Wersja 3.31 (25 października 2001) – dużo zmian
- Wersja 3.32 (31 października 2001) – nowo powstała łata
- Wersja 3.40 (25 grudnia 2001) – poprawione funkcje programu
- Wersja 3.45 R2 (26 sierpnia 2002) – poprawione wyszukiwanie i zamiana
- Wersja 3.50 Release (3 czerwca 2003) – tryb edytowania kolumnami
- Wersja 3.51 Release (11 czerwca 2003) – naprawienie usterki
- Wersja 3.60 Release (9 lutego 2004) – zarządzanie projektem
- Wersja 3.70 Release (22 września 2004) – kodowanie w Unicode, dzielone okno